# Terremoto di Massaua del 1921
Il terremoto di Massaua del 1921 si verificò il 14 agosto 1921 nelle acque del Mar Rosso, al largo di Massaua, in Eritrea.
La magnitudo momento fu di 6.1 MW e l'intensità sulla  scala Mercalli di VIII (grave). La prima scossa di assestamento dopo il terremoto iniziale fu di magnitudo simile. Danni significativi all'80% degli edifici furono registrati nella città vecchia e nel porto di Massaua con numerosi decessi segnalati. Scosse di assestamento sono state avvertite fino ad Asmara e Dekemhare.
Paolo Teodorani fu nominato commissario straordinario per il terremoto di Massaua.
Dopo la nomina di una Commissione governativa che visitò la colonia nel settembre 1921, il governo italiano accordò nel secondo semestre del 1923 fondi per 32,5 milioni di lire per la ricostruzione, oltre a 20 milioni di lire per mutui e sussidi ai privati.
La ricostruzione di Massaua fu organizzata secondo criteri antisismici e in base ad un moderno piano regolatore dal Governatore della colonia eritrea, Jacopo Gasparini, a partire dal 1923, concludendosi dopo cinque anni, con la sistemazione del porto e la realizzazione di nuove architetture coloniali, tra cui il palazzo della Banca d'Italia tuttora esistenti seppur danneggiate a seguito della guerra d'indipendenza eritrea.